# Kim Schwabenbauer
Kim Schwabenbauer (* 14. September 1980 in Knox als Kimberley Kahle DeNovellis) ist eine ehemalige US-amerikanische Triathletin.

## Werdegang
Kim Schwabenbauer startete 2008 auf Hawaii bei ihrem ersten Ironman und war seit 2013 als Profi-Athletin aktiv. Die laufstarke Athletin wurde trainiert von Jesse Kropelnicki.
Im September 2017 wurde die damals 37-Jährige Zweite beim Ironman Chattanooga.
Seit 2017 tritt Kim Schwabenbauer nicht mehr international in Erscheinung. Sie ist als Coach und Ernährungsberaterin aktiv. Schwabenbauer lebt mit ihrem Mann  in Knox (Pennsylvania) und im August 2016 kam ihre Tochter  zur Welt.

## Sportliche Erfolge
| Datum/Jahr  | Rang | Wettbewerb             | Austragungsort | Zeit | Bemerkung |
| ----------- | ---- | ---------------------- | -------------- | ---- | --- |
| 4. Mai 2008 | 4    | Ironman 70.3 St. Croix | Saint Croix    |      | dehydriert und auf allen vieren als Altersklassen-Siegerin die Ziellinie erreicht – damit qualifiziert für einen Startplatz beim Ironman Hawaii |

| Datum/Jahr    | Rang | Wettbewerb             | Austragungsort | Zeit     | Bemerkung                                       |
| ------------- | ---- | ---------------------- | -------------- | -------- | ----------------------------------------------- |
| 24. Sep. 2017 | 2    | Ironman Chattanooga    | Chattanooga    | 09:28:46 |                                                 |
| 27. Sep. 2015 | 3    | Ironman Chattanooga    | Chattanooga    | 09:14:11 | hinter Carrie Lester und Lisa Roberts           |
| 28. Juni 2015 | 3    | Ironman Coeur d’Alene  | Idaho          |          | [ 4 ]                                           |
| 12. Apr. 2015 | 3    | Ironman Taiwan         | Kenting        | 09:38:34 | Dritte bei der Erstaustragung                   |
| 27. Juli 2014 | 2    | Ironman USA            | Lake Placid    | 09:38:14 | Zweite hinter Amber Ferreira                    |
| 23. März 2014 | 3    | Ironman Melbourne      | Melbourne      | 09:10:05 | mit dem schnellsten Marathon in 3:01:34 Stunden |
| 18. Aug. 2013 | 5    | Ironman Mont-Tremblant | Québec         | 09:23:02 |                                                 |
| 18. Mai 2013  | 3    | Ironman Texas          | The Woodlands  |          |                                                 |
| 1. Okt. 2008  |      | Ironman Hawaii         | Hawaii         | 10:56    | erster Ironman-Start                            |

(DNF – Did Not Finish)